# Cogolin
Cogolin est une commune française située dans le département du Var, en région Provence-Alpes-Côte d'Azur, entre Saint-Tropez et Sainte-Maxime.
La ville se situe en plein cœur du golfe de Saint-Tropez et abrite le siège social de la communauté de communes du golfe de Saint-Tropez.
Ses habitants sont les Cogolinois.

## Géographie

### Localisation
Commune située à 3,5 km de Grimaud et 12 km de Saint-Tropez.

### Communes limitrophes
Les communes limitrophes sont Cavalaire-sur-Mer, La Croix-Valmer, Gassin, Grimaud et La Môle.
| Grimaud | Grimaud           | Grimaud Mer Méditerranée |
| La Môle | Cogolin           | Gassin                   |
| La Môle | Cavalaire-sur-Mer | La Croix-Valmer          |

### Géologie et relief
La commune s’étend d'ouest en est sur toute la vallée, depuis le pied du massif des Maures, où se trouve le village proprement dit, jusqu'à la mer Méditerranée (avec ses deux ports de plaisance : les Marines de Cogolin et Port-Cogolin). Le village se situe à environ 6 km des plages.

### Hydrographie et eaux souterraines
Cours d'eau sur la commune ou à son aval :
- Cogolin est traversée par le fleuve la Giscle ;
- rivière la Môle ;
- les ruisseaux : de Grenouille[3], de val de Gilly, de Sainte-Magdeleine, du Canadel.

### Climat
Pour des articles plus généraux, voir Climat de Provence-Alpes-Côte d'Azur et Climat du Var.
En 2010, le climat de la commune est de type climat méditerranéen franc, selon une étude du Centre national de la recherche scientifique s'appuyant sur une série de données couvrant la période 1971-2000. En 2020, Météo-France publie une typologie des climats de la France métropolitaine dans laquelle la commune est exposée à un climat méditerranéen et est dans la région climatique Var, Alpes-Maritimes, caractérisée par une pluviométrie abondante en automne et en hiver (250 à 300 mm en automne), un très bon ensoleillement en été (fraction d’insolation> 75 %), un hiver doux (8 °C) et peu de brouillards.
Pour la période 1971-2000, la température annuelle moyenne est de 15,3 °C, avec une amplitude thermique annuelle de 14,8 °C. Le cumul annuel moyen de précipitations est de 823 mm, avec 6,5 jours de précipitations en janvier et 1,4 jours en juillet. Pour la période 1991-2020, la température moyenne annuelle observée sur la station météorologique installée sur la commune est de 15,6 °C et le cumul annuel moyen de précipitations est de 958,0 mm. 
La température maximale relevée sur cette station est de 42 °C, atteinte le 22 août 2023 ; la température minimale est de −9,5 °C, atteinte le 30 décembre 2005,,.
| Mois                                  | jan.          | fév.            | mars          | avril         | mai           | juin          | jui.          | août         | sep.          | oct.            | nov.            | déc.          | année     |
| ------------------------------------- | ------------- | --------------- | ------------- | ------------- | ------------- | ------------- | ------------- | ------------ | ------------- | --------------- | --------------- | ------------- | --------- |
| Température minimale moyenne (°C)     | 2,7           | 2,5             | 4,8           | 7,5           | 10,9          | 14,3          | 16,5          | 16,4         | 13,3          | 10,8            | 6,5             | 3,7           | 9,2       |
| Température moyenne (°C)              | 8,1           | 8,5             | 11,1          | 13,9          | 17,6          | 21,7          | 24,3          | 24,3         | 20,5          | 16,6            | 11,9            | 8,9           | 15,6      |
| Température maximale moyenne (°C)     | 13,6          | 14,4            | 17,3          | 20,2          | 24,3          | 29,1          | 32            | 32,2         | 27,6          | 22,5            | 17,2            | 14,1          | 22        |
| Record de froid (°C) date du record   | −8,5 07.01.02 | −8,3 13.02.1999 | −7,7 02.03.05 | −2,8 08.04.21 | 3,1 07.05.19  | 4,8 03.06.06  | 8,2 17.07.00  | 7,7 23.08.07 | 4,4 20.09.01  | −2,7 30.10.1997 | −7,4 23.11.1998 | −9,5 30.12.05 | −9,5 2005 |
| Record de chaleur (°C) date du record | 22,4 19.01.07 | 26,4 03.02.20   | 27,1 31.03.21 | 29,3 07.04.11 | 33,9 29.05.05 | 39,9 27.06.19 | 40,3 19.07.23 | 42 22.08.23  | 35,5 11.09.23 | 33,3 03.10.23   | 27,4 14.11.23   | 23,4 24.12.22 | 42 2023   |
| Précipitations (mm)                   | 95,9          | 76,1            | 70,2          | 82,1          | 58,7          | 32,2          | 13,9          | 20,6         | 73,8          | 135,6           | 177,5           | 121,4         | 958       |

| Diagramme climatique                                  |             |             |             |              |              |            |              |              |               |              |              |
| J                                                     | F           | M           | A           | M            | J            | J          | A            | S            | O             | N            | D            |
| 13,62,795,9                                           | 14,42,576,1 | 17,34,870,2 | 20,27,582,1 | 24,310,958,7 | 29,114,332,2 | 3216,513,9 | 32,216,420,6 | 27,613,373,8 | 22,510,8135,6 | 17,26,5177,5 | 14,13,7121,4 |
| Moyennes : • Temp. maxi et mini °C • Précipitation mm |             |             |             |              |              |            |              |              |               |              |              |

Les paramètres climatiques de la commune ont été estimés pour le milieu du siècle (2041-2070) selon différents scénarios d'émission de gaz à effet de serre à partir des nouvelles projections climatiques de référence DRIAS-2020. Ils sont consultables sur un site dédié publié par Météo-France en novembre 2022.

## Urbanisme

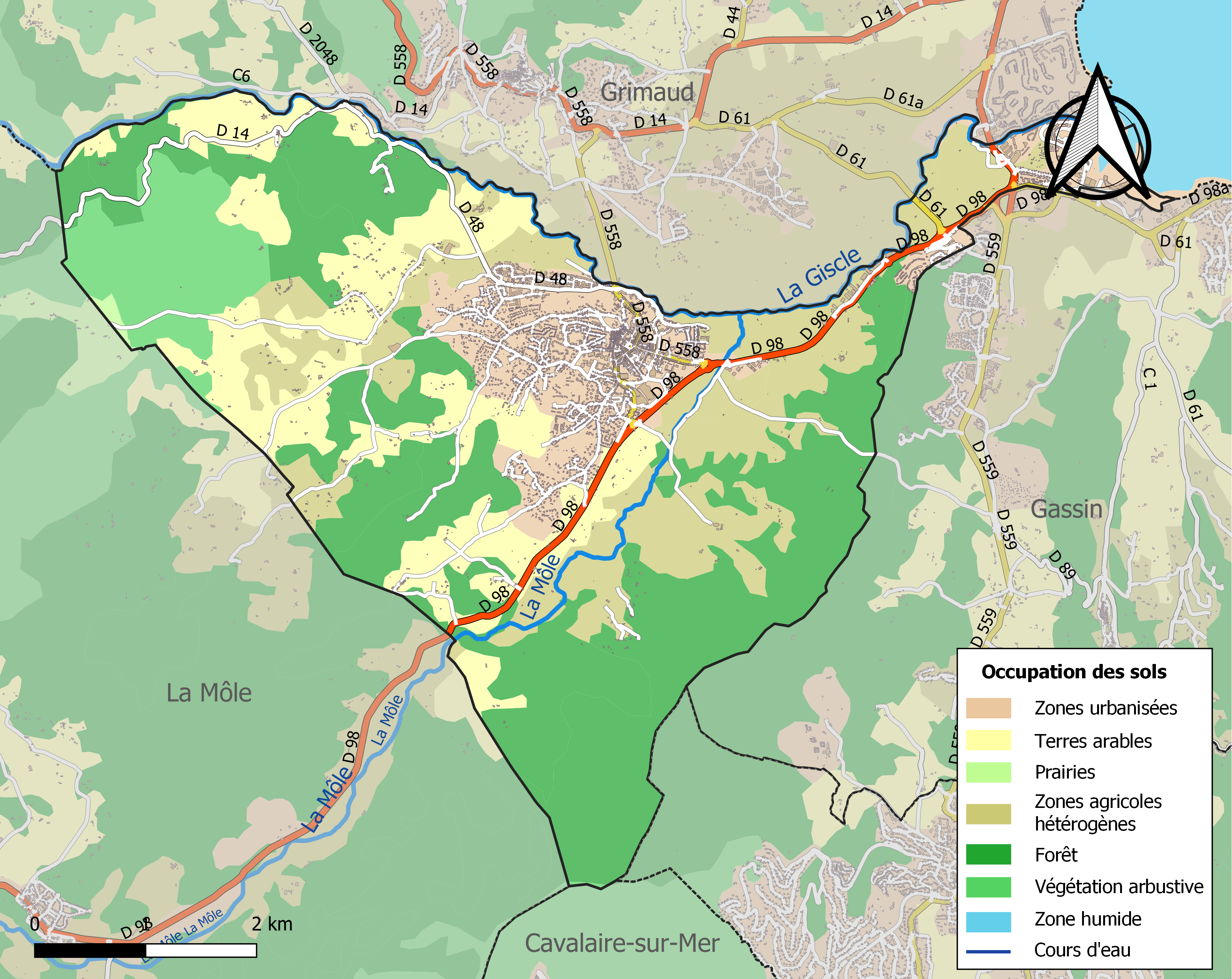
Carte des infrastructures et de l'occupation des sols de la commune en 2018 (CLC).

### Typologie
Au 1er janvier 2024, Cogolin est catégorisée centre urbain intermédiaire, selon la nouvelle grille communale de densité à sept niveaux définie par l'Insee en 2022.
Elle appartient à l'unité urbaine de Cogolin, une unité urbaine monocommunale constituant une ville isolée,. Par ailleurs la commune fait partie de l'aire d'attraction de Cogolin, dont elle est la commune-centre,. Cette aire, qui regroupe 2 communes, est catégorisée dans les aires de moins de 50 000 habitants,.
La commune, bordée par la mer Méditerranée, est également une commune littorale au sens de la loi du 3 janvier 1986, dite loi littoral. Des dispositions spécifiques d’urbanisme s’y appliquent dès lors afin de préserver les espaces naturels, les sites, les paysages et l’équilibre écologique du littoral, tel le principe d'inconstructibilité, en dehors des espaces urbanisés, sur la bande littorale des 100 mètres, ou plus si le plan local d’urbanisme le prévoit.

### Occupation des sols
Le tableau ci-dessous présente l'occupation des sols de la commune en 2018, telle qu'elle ressort de la base de données européenne d’occupation biophysique des sols Corine Land Cover (CLC).
| Type d’occupation                                                                   | Pourcentage | Superficie (en hectares) |
| ----------------------------------------------------------------------------------- | ----------- | ------------------------ |
| Tissu urbain discontinu                                                             | 12,4 %      | 345                      |
| Zones industrielles ou commerciales et installations publiques                      | 0,8 %       | 23                       |
| Zones portuaires                                                                    | 1,0 %       | 28                       |
| Vignobles                                                                           | 19,0 %      | 529                      |
| Prairies et autres surfaces toujours en herbe                                       | 0,2 %       | 5                        |
| Systèmes culturaux et parcellaires complexes                                        | 14,6 %      | 407                      |
| Surfaces essentiellement agricoles interrompues par des espaces naturels importants | 6,2 %       | 172                      |
| Forêts de feuillus                                                                  | 27,3 %      | 760                      |
| Forêts mélangées                                                                    | 11,1 %      | 310                      |
| Végétation sclérophylle                                                             | 7,4 %       | 206                      |
| Source : Corine Land Cover                                                          |             |                          |

### Voies de communication et transports

#### Voies routières
Commune desservie par la nationale 98.

#### Transports en commun
- Transport en Provence-Alpes-Côte d'Azur
- Dans le Var, avec Zou ! (ex-Varlib), 248 lignes (lignes scolaires comprises) assurent les rotations entre les communes varoises[19].
- La ligne du littoral varois est une ancienne ligne de chemin de fer à voie métrique qui reliait Toulon à Saint-Raphaël (Var) en suivant la côte du massif des Maures.

## Toponymie
Le nom de la localité est attesté sous la forme Cucullinus en 1055 dans le cartulaire de l'abbaye de Saint-Victor de Marseille, Cugullino en 1079, Cogolino vers 1200.
Cogolin est un promontoire s'avançant sur une plaine ; c'est ce genre de colline, que l'on appelle en provençal "cuquilhon" prononcé  "couquihoun", qui a donné son nom à Cougoulin-Cogolin. Probablement de l'occitan coucouri, coucouli, gougouli « cône de pin » pour désigner une hauteur.Dans sa thèse sur les toponymes du golfe de Saint-Tropez, l'archiviste paléographe Élisabeth Sauze évoque un diminutif en -inum du latin cucullus « capuchon », également pour désigner une hauteur.

## Histoire
Seigneurie des vicomtes de Marseille, puis de la famille de Cuers. Par héritage, elle entre dans la famille Chabert, maison noble provençale. La seigneurie est élevée au marquisat par Louis XV pour Joseph Bernard de Chabert. En 1579, la ville fut mise à sac par les soldats du comte de Carcès.
Débarquement de la 3e division d'infanterie américaine
Cogolin est libérée le 15 août 1944 au moment du débarquement de Provence par la 3e division d'infanterie américaine venant par la route de Cavalaire.
Mais l'évènement le plus mémorable est sans doute le débarquement de la 3e division d'infanterie algérienne (3e DIA) du général de Monsabert sur la plage de La Foux le 16 août 1944, qui marque le retour de l'armée française d'Afrique en métropole. De Monsabert (3e DIA) et De Lattre (armée B) établissent leur poste de commandement à Cogolin.

## Politique et administration

### Tendances politiques et résultats
Les électeurs de Cogolin votent en majorité pour le FN depuis 2014.

### Liste des maires
| Période                                  | Période                  | Identité             | Étiquette                     | Qualité |
| ---------------------------------------- | ------------------------ | -------------------- | ----------------------------- | --- |
| Les données manquantes sont à compléter. |                          |                      |                               | |
| mai 1890                                 | septembre 1897           | Jean-Pierre Cauvet   |                               | |
| Les données manquantes sont à compléter. |                          |                      |                               | |
| décembre 1919                            | mai 1935                 | Léon Cauvin          | Rad.soc.                      | Négociant |
| mai 1935                                 | février 1941 (démission) | Sigismond Coulet     | SFIO                          | Employé de commerce puis directeur de coopérative agricole |
| Les données manquantes sont à compléter. |                          |                      |                               | |
| août 1944                                | 1945 (démission)         | Henri Audebert       | SFIO                          | Comptable puis directeur de banque, résistant Président de la délégation municipale                                                                                          |
| Les données manquantes sont à compléter. |                          |                      |                               | |
| v. 1976                                  | ?                        | M. Brouchier         |                               | |
| mars 1977                                | juin 1995                | Patrick Glo          | PS                            | Agent immobilier Conseiller général du canton de Grimaud (1978 → 1982) Réélu en 1983 et 1989                                                                                 |
| juin 1995                                | 5 avril 2014             | Jacques Sénéquier    | DVD                           | Agriculteur Président de la CC du golfe de Saint-Tropez (2013 → 2014) Réélu en 2001 et 2008                                                                                  |
| 5 avril 2014                             | 1er juillet 2025         | Marc-Étienne Lansade | FN puis DVD puis REC puis DVD | Gérant de sociétés Conseiller régional de Provence-Alpes-Côte d'Azur (2015 → 2021) 4e vice-président de la CC du golfe de Saint-Tropez (2014 → 2015) Démissionnaire d'office |
| 15 juillet 2025                          | En cours                 | Christiane Lardat    | EXD,                          | Première adjointe de la précédente municipalité |

Condamné par la cour d'appel d'Aix-en-Provence pour abus de faiblesse à une peine d'inéligibilité de 3 ans, Marc-Étienne Lansade est démissionné d'office de ses mandats de maire et vice-président de l'intercommunalité. Christiane Lardat, première adjointe, assure ces fonctions par intérim jusqu'à l'élection d'un nouveau maire.

### Budget et fiscalité 2020
En 2020, le budget de la commune était constitué ainsi :
- total des produits de fonctionnement : 16 535 000 €, soit 1 379 € par habitant ;
- total des charges de fonctionnement : 14 712 000 €, soit 1 227 € par habitant ;
- total des ressources d'investissement : 2 964 000 €, soit 247 € par habitant ;
- total des emplois d'investissement : 3 252 000 €, soit 271 € par habitant ;
- endettement : 9 936 000 €, soit 829 € par habitant.

Avec les taux de fiscalité suivants :
- taxe d'habitation : 18,87 % ;
- taxe foncière sur les propriétés bâties : 14,01 % ;
- taxe foncière sur les propriétés non bâties : 77,15 % ;
- taxe additionnelle à la taxe foncière sur les propriétés non bâties : 0,00 % ;
- cotisation foncière des entreprises : 0,00 %.

Chiffres clés Revenus et pauvreté des ménages en 2018 : médiane en 2018 du revenu disponible, par unité de consommation : 20 160 €.

### Jumelages
| Cogolin Bad Wildbad |

 Bad Wildbad (Allemagne) depuis 1981.

### Politique environnementale
Cogolin dispose de la station d'épuration de Cogolin-Font-Mourier d'une capacité de 45 000 équivalent-habitants.

## Population et société

### Démographie
L'évolution du nombre d'habitants est connue à travers les recensements de la population effectués dans la commune depuis 1793. Pour les communes de plus de 10 000 habitants les recensements ont lieu chaque année à la suite d'une enquête par sondage auprès d'un échantillon d'adresses représentant 8 % de leurs logements, contrairement aux autres communes qui ont un recensement réel tous les cinq ans,.

En 2022, la commune comptait 12 076 habitants, en évolution de +0,37 % par rapport à 2016 (Var : +4,98 %, France hors Mayotte : +2,11 %).
| 1793 | 1800 | 1806  | 1821  | 1831  | 1836  | 1841  | 1846  | 1851  |
| ---- | ---- | ----- | ----- | ----- | ----- | ----- | ----- | ----- |
| 978  | 726  | 1 015 | 1 205 | 1 289 | 1 300 | 1 373 | 1 534 | 1 590 |

| 1856  | 1861  | 1866  | 1872  | 1876  | 1881  | 1886  | 1891  | 1896  |
| ----- | ----- | ----- | ----- | ----- | ----- | ----- | ----- | ----- |
| 1 609 | 1 689 | 1 854 | 1 930 | 1 935 | 2 065 | 2 079 | 1 872 | 2 054 |

| 1901  | 1906  | 1911  | 1921  | 1926  | 1931  | 1936  | 1946  | 1954  |
| ----- | ----- | ----- | ----- | ----- | ----- | ----- | ----- | ----- |
| 2 304 | 2 268 | 2 157 | 1 928 | 2 233 | 2 255 | 1 972 | 2 017 | 2 092 |

| 1962  | 1968  | 1975  | 1982  | 1990  | 1999  | 2005   | 2006   | 2011   |
| ----- | ----- | ----- | ----- | ----- | ----- | ------ | ------ | ------ |
| 2 665 | 3 292 | 4 577 | 5 639 | 7 976 | 9 079 | 10 984 | 11 066 | 11 119 |

| 2016   | 2021   | 2022   | - | - | - | - | - | - |
| ------ | ------ | ------ | - | - | - | - | - | - |
| 12 032 | 11 762 | 12 076 | - | - | - | - | - | - |

### Enseignement
Les établissements d'enseignement :
- Elle possède quatre écoles primaires (Fontvieille, Pisan-Malaspina, Chabaud et le Rialet) et deux collèges (le collège public Gérard Philippe et le collège privé catholique de l'Assomption).

### Santé
Professionnels et établissements de santé :
- Le pôle de santé du golfe de Saint-Tropez, à Gassin, est en 2019 le centre hospitalier le plus proche.
- La ville possède une clinique de santé mentale du groupe Korian.
- La commune dispose également d'un hôpital de jour pour enfants (situé au 82 impasse Marceau), d'un hôpital de jour pour adultes (situé au rue Jacques-Monod), d'un centre SESSAD (au chemin de Radasse) ainsi que d'une maison d'enfants à caractère social (située au 182 avenue de la Cauquière)[39].
- Cogolin compte également quatre pharmacies.

### Cultes
- Culte catholique : la paroisse Saint-Sauveur de Cogolin dépend du diocèse de Fréjus-Toulon, doyenné de Saint-Tropez[40].
- Culte musulman : mosquée[41].

### Sports
Cogolin est une ville qui compte plusieurs infrastructures sportives :
- Cosec Marcel-Coulony
- Gymnase B
- Salle de la Cauquière
- Stade Galfard
- Salle de musculation
- Skatepark
- Citystade
- Tennis municipaux
- Terrains de beach-volley
- Base nautique

## Économie

### Agriculture
Une grande partie de la commune est composée de terres agricoles, notamment pour la production de vins de Provence.
- Coopérative vinicole dite Cave des Vignerons de Cogolin[43].
- Domaines viticoles :
  - Château Trémouriès[44].
  - Château des Garcinières
  - Château Saint-Maur[45].

### Commerces et artisanat
- Cogolin est connue pour deux savoir-faire : d'une part, avec la fabrication des pipes, taillées, sculptées dans la bruyère du massif des Maures - la fabrique de pipes, maison familiale, est l'une des plus anciennes du genre au monde[46] ;
- d'autre part, grâce à la Manufacture de tapis, où les tapis et tapisseries sont encore « fait main ». Les plus belles pièces ont été conçues pour le paquebot Normandie, ou encore pour la Maison-Blanche ou l'Élysée (ainsi que le fort de Brégançon)[47],[48].

### Industrie
- L'entreprise d'anches pour instruments à vent Rigotti[49], depuis 1966[50].

### Tourisme

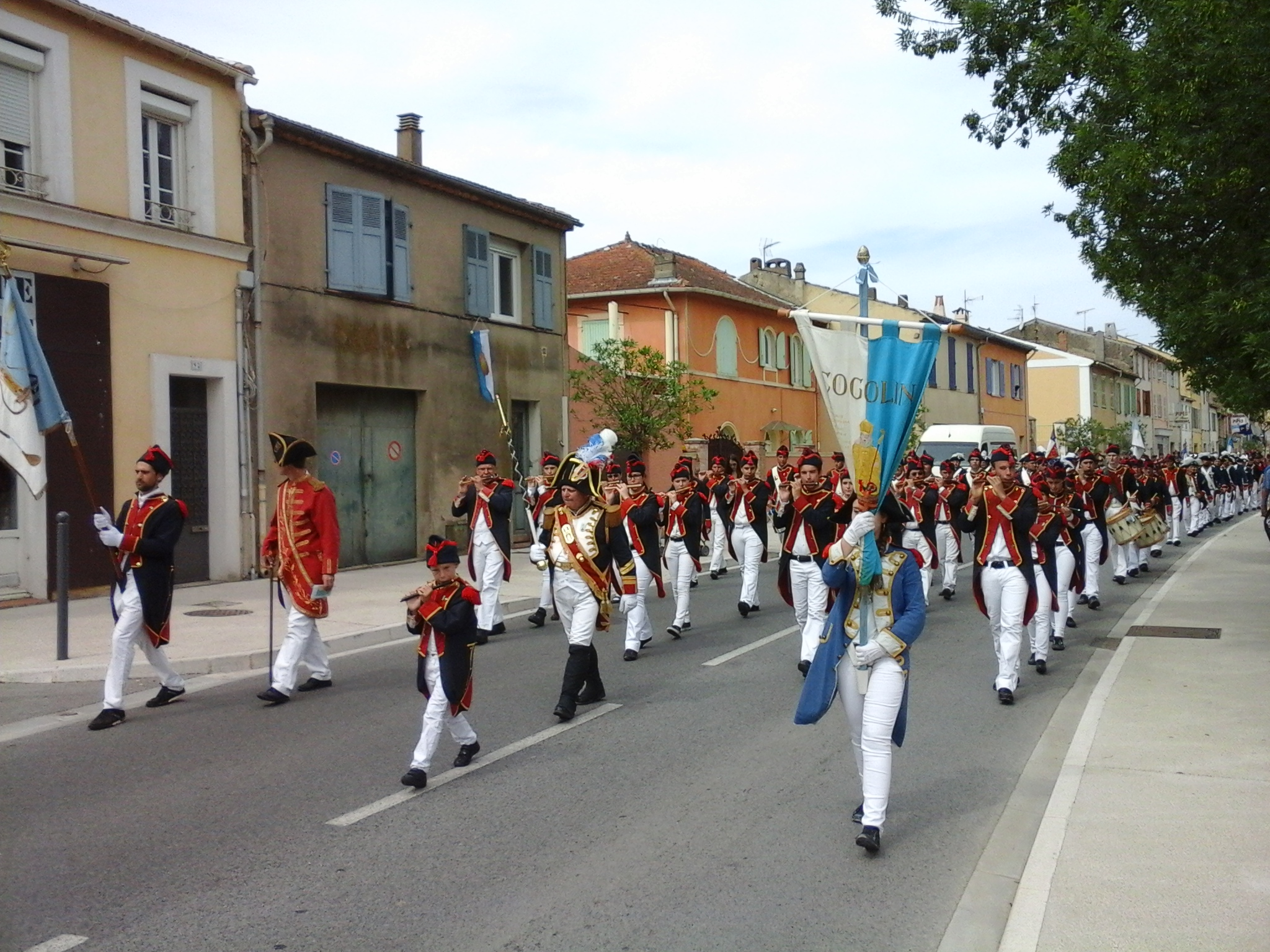
Bravades de Cogolin.

- Port Cogolin[51] est un port de plaisance privé. C'est une marina en forme de cité lacustre de style provençal bâtie sur la rivière de la Giscle. Il possède 180 anneaux d'amarrage.
- Port dit les Marines de Cogolin[52].
- Hôtels[53],
- Restaurants,
- Camping[54],
- Gîtes, chambres d'hôtes.

Animations :
- Bravades de Cogolin.

## Culture locale et patrimoine

### Personnalités liées à la commune
- Emmanuelle Béart a été élevée par sa mère à Cogolin et à Beauvallon, après sa naissance à Gassin.

### Culture
- Salle du cinéma Raimu.
- Médiathèque municipale à l'espace Rostropovitch[55].
- Conservatoire à l'espace Rostropovitch[56].
- Demeure musée Sellier (en attente de restructuration - est fermé au public depuis octobre 2016)[57],[58].
- Centre Maurin des Maures[59].

### Lieux et monuments
Patrimoine religieux et lieux de mémoire :
- Église Saint-Étienne-Saint-Sauveur[60], bâtie en 1087 et sa cloche[61] de 1535[62].
- Chapelle Saint-Roch[63].
- Chapelle Notre-Dame-des-Salles (ruine)[64].
- Stèle de la 1re armée française, square Jean-Moulin[65],[66].
- Monument aux morts[67].

Autres patrimoines :
- Motte castrale[68] ?
- Tour de l'horloge et mur d'enceinte[69].
- Fontaine devant l'Hôtel-de-Ville[70].
- Fontaine en forme de champignon[71].
- Coq au lin[72].
- Sculpture due au sculpteur d'origine belge, Jean-Pierre de Kock, décédé à Cogolin en 1985[73].
- Œuvre en bronze du sculpteur Ali Salem[74].
- Statue de bronze qui unit deux corps vers une même tête[75].

### Héraldique
| Blason de Cogolin | Blason  | Parti : au 1er d'azur au coq contourné d'or sur un tertre cousu de sinople mouvant de la pointe, au 2e d'argent à la plante de lin de sinople fleurie au naturel, terrassée de sable. |
| Blason de Cogolin | Détails | Le statut officiel du blason reste à déterminer. |
| Blason de Cogolin | Alias   | Coupé : au 1er d'azur à la terrasse cousue de sinople, au besant d'or mouvant de celle-ci, au coq au naturel brochant sur le tout, au 2e d'argent au bouquet de lin au naturel.       |